# ابراهیم البحری
ابراهیم البحری (انگلیسی: Brahim El Bahri؛ زادهٔ ۲۶ مارس ۱۹۸۶) بازیکن فوتبال اهل مراکش بود.
از باشگاه‌هایی که در آن بازی کرده‌است می‌توان به باشگاه فوتبال الوداد کازابلانکا، باشگاه فوتبال لو مان، باشگاه فوتبال ارتش سلطنتی مراکش، باشگاه فوتبال الفتح، و باشگاه فوتبال صفاقسی اشاره کرد.
وی همچنین در تیم ملی فوتبال مراکش بازی کرده‌است.